# Lophophorus impejanus

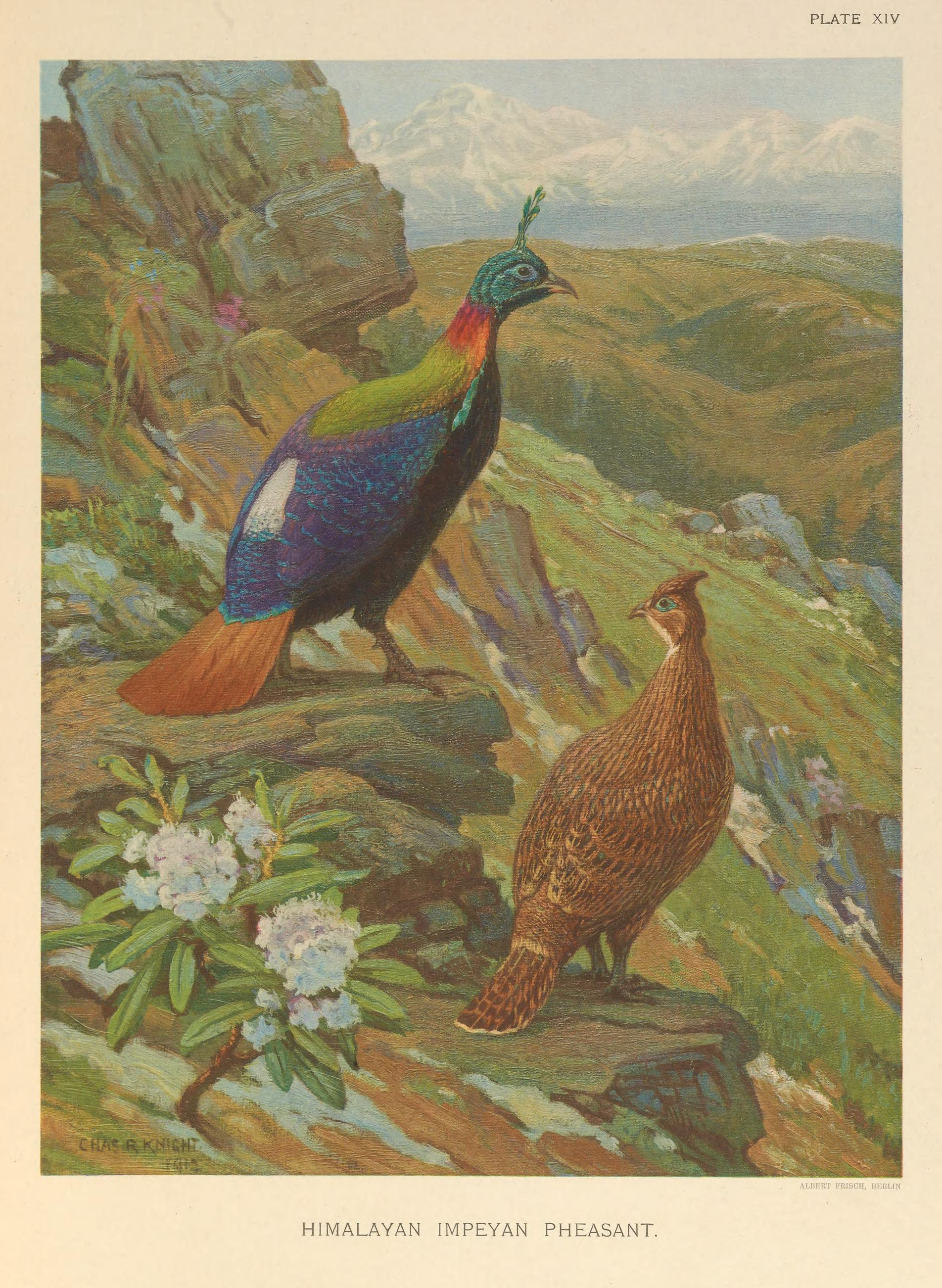
Una pareja de faisanes reales.

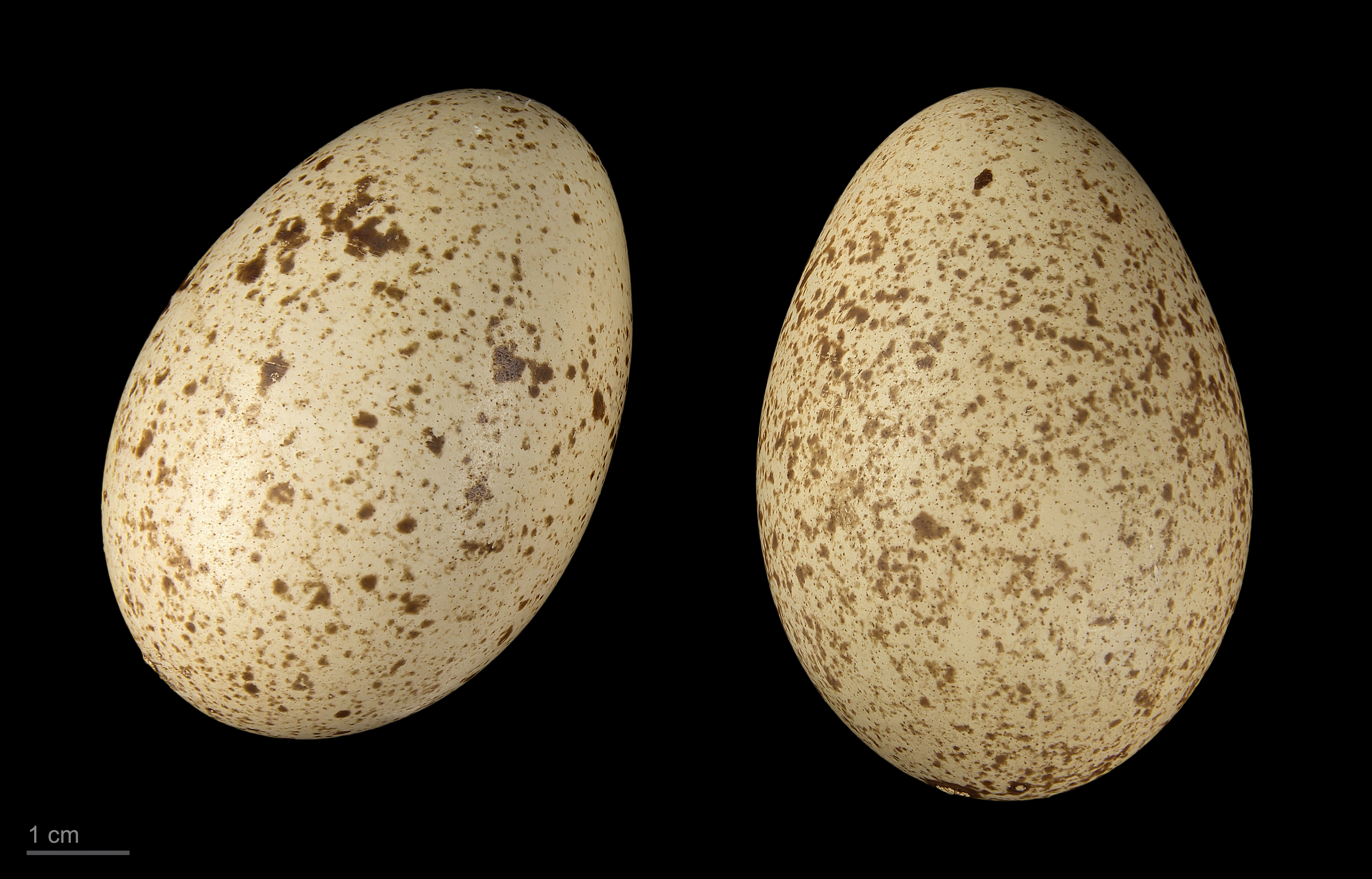
Lophophorus impejanus - MHNT

El monal colirrojo, también faisán monal del Himalaya, lofóforo resplandeciente  o lofóforo del Himalaya, (Lophophorus impejanus) es una especie de ave galliforme de la familia Phasianidae. Habita en los bosques de rododendros y coníferas del Himalaya, y es el ave nacional de Nepal. En la India se lo considera el ave estatal de Uttarakhand.

## Características
Esta especie pesa entre 1.800-2.400 g y mide entre 65-75 cm . Vuela raras veces, pues prefiere huir corriendo entre la maleza. Vive bien en cautividad, donde incluso se reproduce. No se reconocen subespecies.